# اچ‌دی ۷۶۷۲۸
اچ‌دی ۷۶۷۲۸ یک ستاره است که در صورت فلکی شاه‌تخته قرار دارد.